# 1グラムの幸福
『1グラムの幸福』（1ぐらむのしあわせ）は1984年11月5日発売の飯島真理4枚目のシングル。

## 概要
飯島がTBSクイズ番組「わくわく動物ランド」の大ファン（本人も動物好き）であることから飯島にオファーが来て制作された楽曲（後に飯島も「わくわく動物ランド」にゲスト解答者として出演した）。前述の通り「1グラムの幸福」は1984年10月より「わくわく動物ランド」のエンディング・テーマとして1988年3月までおよそ3年半にわたり起用された。
カップリング曲「いつものパーティー」はその後、飯島の3rdアルバム「midori」に収録されるが、本シングル盤とはアレンジ違い。
レコード会社移籍・米国移住を経て、1995年に飯島のベスト・アルバム「Best of the best」にて「1グラムの幸福」をリメイクした。

## 収録曲
全作曲：飯島真理／編曲：清水信之
1. 1グラムの幸福
  - 作詞：松本隆
2. いつものパーティー（Single version）
  - 作詞：飯島真理

## タイアップ
- TBS「わくわく動物ランド」　エンディングテーマ曲（1984年10月 - 1988年3月）
- カネボウ化粧品「シャンプー」コマーシャル中の挿入歌（1988年）[2]

## カバー
- 近藤名奈（1996年） - TBSドラマ「愛の劇場・ラブの贈りもの」主題歌として起用[3]。